# Елистратушка
Елистратушка — река в Томской и Кемеровской областях России. Впадает в Куербак в 42 км от устья по правому берегу. Длина реки — 11 км.

## Данные водного реестра
По данным государственного водного реестра России относится к Верхнеобскому бассейновому округу,
 речной бассейн реки — (Верхняя) Обь до впадения Иртыша,
 речной подбассейн реки — Чулым,
 водохозяйственный участок реки — Чулым от в/п с. Зырянское до устья.
Код водного объекта — 13010400312115200020981.